# Lisa Eilbacher
Lisa Marie Eilbacher (* 5. Mai 1956 (nach anderen Angaben: 1957) in Zahran, Saudi-Arabien) ist eine ehemalige US-amerikanische Filmschauspielerin.

## Leben
Lisa Eilbacher wurde als ältestes von drei Kindern eines US-amerikanischen Unternehmers in Saudi-Arabien geboren, wuchs aber bis zu ihrem siebten Lebensjahr in Paris (Frankreich) auf. Ihre jüngeren Geschwister sind die Schauspielerin Cindy Eilbacher (* 1958) und der ebenfalls als Schauspieler tätige Bobby Eilbacher (* 1963). 1964 ließ sich die Familie in Beverly Hills nieder.
Hier bekam sie 1969, im Alter von 12 Jahren, ihre erste Rolle als Gastdarstellerin in der Fernsehserie Meine drei Söhne. Eilbacher stand danach in zahlreichen bekannten Serien der 1970er Jahre vor der Kamera, wie etwa Bonanza, Rauchende Colts oder Die Straßen von San Francisco. Ihre bekannteste Rolle übernahm sie 1983 in der mehrfach ausgezeichneten Serie The Winds of War – Der Feuersturm, in der sie die Filmtochter von Robert Mitchum verkörperte.
Ab Beginn der 1980er Jahre stand sie vermehrt auch für Spielfilme vor der Kamera; einer ihrer bekannteren war die Filmromanze Ein Offizier und Gentleman aus dem Jahr 1982. Nur zwei Jahre später, 1984, übernahm sie an der Seite von Eddie Murphy den Part der weiblichen Hauptrolle in Beverly Hills Cop – Ich lös’ den Fall auf jeden Fall. Eilbachers Karriere endete jedoch im Jahr 1995 abrupt; ihre letzte Filmrolle verkörperte sie in der Filmromanze Dazzle.
Heute lebt Lisa Eilbacher abseits vom Showbusiness. Sie war mit dem Kameramann und Regisseur Bradford May verheiratet.

## Filmografie (Auswahl)

### Spielfilme
- 1977: Spider-Man – Der Spinnenmensch (The Amazing Spider-Man / Pilot)
- 1978: Juanitos großer Freund
- 1979: Love for Rent
- 1979: The Ordeal of Patty Hearst
- 1980: Meine Träume sind bunt
- 1981: Devil's House - Wenn Mauern töten
- 1981: Der Millionen-Dollar-Junge
- 1982: Ein Offizier und Gentleman (An Officer and a Gentleman)
- 1983: Ein Mann wie Dynamit (10 to Midnight)
- 1984: Beverly Hills Cop – Ich lös’ den Fall auf jeden Fall (Beverly Hills Cop)
- 1987: Die Spur des Bösen
- 1988: Stirb niemals allein
- 1988: Tödliche Gier
- 1989: Leviathan (Leviathan)
- 1989: Manhunt – Eine Stadt jagt einen Mörder
- 1990: Joshuas Herz
- 1991: Der letzte Samurai
- 1992: Hydrotoxin – Die Bombe tickt in Dir (Live Wire)
- 1992: Fluch der Dunkelheit
- 1992: Blut auf seidener Haut
- 1995: Ich töte den Mörder meiner Frau
- 1995: Die Verblendeten
- 1995: 919 Fifth Avenue

### Fernsehserien
- 1959: Bonanza
- 1968: Hawaii Fünf-Null
- 1969: Drei Mädchen und drei Jungen
- 1971: Alias Smith und Jones
- 1971: Owen Marshall, Strafverteidiger
- 1972: Der Krieg zwischen Männern und Frauen
- 1972: Die Straßen von San Francisco
- 1973–1975: Rauchende Colts
- 1974: The Texas Wheelers
- 1974: Bad Ronald
- 1975: Caribe
- 1976: Panache
- 1977: The Hardy Boys/Nancy Drew Mysteries
- 1977: Logan's Run
- 1977: Der Mann aus Atlantis
- 1978: Räder
- 1981: Simon & Simon
- 1983: Ryan's Four
- 1983: The Winds of War – Der Feuersturm (The Winds of War)
- 1985: Me and Mom
- 1986: Monte-Carlo
- 1988–1991: Der Nachtfalke (Midnight Caller)